# Bruno Bonnell
Bruno Bonnell (Argel, 6 de octubre de 1958) es un empresario francés y político de La République En Marche! (LREM) que fue elegido miembro de la Asamblea Nacional francesa el 18 de junio de 2017. Es cofundador de Atari SA.

## Carrera en el sector privado
Bonnell comenzó su carrera con la Thomson TO7, una de las primeras computadoras domésticas producidas en Francia, antes de fundar Infogrames en junio de 1983. Fundó esta empresa a los 25 años con Christophe Sapet y Thomas Schmider .
Bonnell fue presidente y director creativo de la empresa desde 1983 hasta el 5 de abril de 2007. También fue director ejecutivo; un cargo que ocupó desde 1983 hasta que una votación de los accionistas en 2003 mostró una falta de confianza en su gestión de las deudas de la empresa. Renunció como director general de Atari (mientras conservaba sus otros dos puestos en IESA) en 2004 para ser reemplazado por James Caparro, aunque volvió a ocupar el cargo de forma temporal cuando Caparro dimitió en junio de 2005. El 5 de septiembre de 2006, David Pierce fue nombrado nuevo director ejecutivo de Atari.
En 1995, Bonnell fue elegido presidente del Syndicat des Editeurs de Logiciels de Loisirs (SELL), una asociación francesa de desarrolladores de juegos. Trabajó junto con la emisora francesa Canal Plus para crear el canal de televisión Game One, que estaba dirigido específicamente a una audiencia de juegos. Destinado a ser un canal europeo, Game One se emite en francés.
Bonnell encabezó las adquisiciones de muchos estudios de desarrollo más pequeños (y algunos más grandes) durante las décadas de 1980 y 1990, sobre todo la casa de desarrollo británica Ocean Software y Atari, así como GT Interactive, Accolade, Gremlin Graphics y Hasbro Interactive . Estas empresas se integraron a la infraestructura de Infogrames. Sus marcas fueron abandonadas, con la excepción de Atari, que Bonnell sintió que tenía valor. Por esta razón, Infogrames comenzó a usar la marca Atari en juegos publicados alrededor de la Navidad de 2001 y se renombró a sí misma como Atari, Inc. en los EE. UU. En 2003. Más allá de su participación en Infogrames & Atari, Bonnell también es accionista del equipo de fútbol de Lyon; el Olympique Lyonnais.
El 5 de abril de 2007, Bonnell dimitió de sus puestos en Atari e Infogrames. El día del anuncio de su salida, las acciones de IESA subieron un 24%. En junio de 2008, se incorporó a zSlide, una empresa con sede cerca de París. En 2013 trabajaba para Robopolis, un distribuidor de robots con sede en Lyon.
El 31 de mayo de 2012, Bonnell fue elegido presidente de la junta directiva de EMLyon Business School. EMLyon es una escuela de negocios en Lyon, creada en 1872.

## Carrera política
El 11 de mayo de 2017, Bonnnell fue nominada por En Marche! para disputar el sexto distrito electoral de Ródano, contra el ministro Najat Vallaud-Belkacem, en las elecciones legislativas.
En el parlamento, Bonnnell forma parte del Comité de Asuntos Económicos. Además de sus asignaciones en el comité, es miembro del Grupo de Amistad Parlamentario Franco-Azerbaiyano y del Franco-Ucraniano.
Cuando Richard Ferrand fue elegido presidente de la Asamblea Nacional en 2018, Bonnell inicialmente consideró postularse como candidato para sucederlo como presidente del grupo parlamentario LREM, pero luego respaldó a Gilles Le Gendre en su lugar.

## Actividades posteriores
En 2022, Bonnell fue nombrado por Emmanuel Macron para liderar el plan de subsidios gubernamentales Francia 2030.

## Posiciones políticas
En julio de 2019, Bonnell votó a favor de la ratificación francesa del Acuerdo Económico y Comercial Integral (CETA) de la Unión Europea con Canadá.